# Свети Ловреч Пазенатички
Свети Ловреч Пазенатички (до 2001. године Свети Ловреч) је насељено место и седиште општине Свети Ловреч, Истарска жупанија, Хрватска. До територијалне реорганизације у Хрватској налазио се у саставу старе општине Пореч.

## Становништво
На попису становништва 2011. године, Свети Ловреч Пазенатички је имао 312 становника.

## Попис1991.
На попису становништва 1991. године, насељено место Свети Ловреч је имало 288 становника, следећег националног састава:
| Попис 1991.‍  | Попис 1991.‍  | Попис 1991.‍ | Попис 1991.‍ | Попис 1991.‍ |
| ------------ | ------------ | ----------- | ----------- | ----------- |
|              |              |             |             |             |
| Хрвати       | Хрвати       |             | 212         | 73,61%      |
| Италијани    | Италијани    |             | 15          | 5,20%       |
| Југословени  | Југословени  |             | 9           | 3,12%       |
| Муслимани    | Муслимани    |             | 4           | 1,38%       |
| Румуни       | Румуни       |             | 1           | 0,34%       |
| Словаци      | Словаци      |             | 1           | 0,34%       |
| Срби         | Срби         |             | 1           | 0,34%       |
| регион. опр. | регион. опр. |             | 44          | 15,27%      |
| непознато    | непознато    |             | 1           | 0,34%       |
| укупно: 288  |              |             |             |             |